# Simaetha thoracica
Simaetha thoracica är en spindelart som beskrevs av Tord Tamerlan Teodor Thorell 1881. Simaetha thoracica ingår i släktet Simaetha och familjen hoppspindlar. Inga underarter finns listade i Catalogue of Life.